# Paul Lambert
Paul Christopher Lambert (født 7. august 1969 i Paisley, Skotland) er en tidligere skotsk fodboldspiller og nuværende træner, der spillede som midtbanespiller. Han var på klubplan primært tilknyttet St. Mirren, Motherwell og Celtic i hjemlandet, men spillede også en enkelt sæson i tyske Borussia Dortmund. Efter at have stoppet sin aktive karriere blev Lambert træner, og står (pr. juni 2012) i spidsen for engelske Aston Villa.
Lambert spillede desuden 40 kampe og scorede ét mål for Skotlands landshold. Han deltog ved VM i 1998 i Frankrig. I 2009 blev han indlemmet i Scottish Football Hall of Fame.

## Titler
Skotsk Premier League
- 1998, 2001, 2002 og 2004 med Celtic F.C.

Skotsk FA Cup
- 1987 med St. Mirren F.C.
- 2001, 2004 og 2005

Skotsk Liga Cup
- 1998, 2000 og 2001 med Celtic F.C.

Champions League
- 1997 med Borussia Dortmund